# علي أباد (فلاورجان)
علي أباد (بالفارسية: علی‌آباد) هي قرية تقع في قسم غركن الشمالي الريفي (مقاطعة فلاورجان) في إيران. يقدر عدد سكانها بـ 117 نسمة .